# Liliana Merlo
Liliana Maria Antonieta Dolores Merlo (Buenos Aires, 16 settembre 1925 – Teramo, 17 ottobre 2002) è stata una danzatrice e coreografa italiana.

## Biografia

### Il periodo argentino (1925-1957)
I genitori sono entrambi di umilissima origine. Il padre, Giuseppe, è un bracciante originario dell'entroterra ligure emigrato in Argentina per cercare fortuna. La madre, Adriana Marchignoli, proveniente dalla provincia di Bologna, lavora come domestica.
A quanti le domandavano cosa l'avesse spinta alla danza, Liliana Merlo era solita rispondere: «Non c'è mai stato un inizio. Fin da bambina ero spinta a riunire le mie compagne di giochi e farle danzare». La dichiarazione aiuta a comprendere, almeno in parte, il perché dell'avvio piuttosto tardivo degli studi regolari. Nessuno dei documenti superstiti, fotografici e cartacei, che attestino l'attività artistica di Liliana Merlo precede il 1942. Il primo anno di studio svolto al Conservatorio Nazionale di Buenos Aires risale al 1940. Difficile dire cosa sia avvenuto prima.
In realtà, la vita culturale della “metropoli bianca” fra gli anni Trenta e Quaranta è di straordinaria ricchezza. La grave crisi legata ai fatti bellici in Europa, unita al potente richiamo di uno dei più grandi teatri del mondo, favorisce un flusso di migrazione artistica praticamente ininterrotto. Tutte le maggiori compagnie di balletto vi si esibiscono, insieme a prime ballerine come Rosella Hightower, Margot Fonteyn, Tamara Tumanova. Maestri e coreografi di fama internazionale vi si stabiliscono e vi lavorano: Léonide Massine, a cui è affidato il ristrutturamento del Corpo di ballo del Teatro Colón, e ancora Aurel Milloss, Michel Borovsky, Serge Lifar, Anthony Tudor.
Nel 1941, all'età di quindici anni, inizia la frequentazione di un corso regolare di Danza accademica presso il Conservatorio Nacional de Música y Arte Escénico di Buenos Aires. Il 15 novembre 1945 completa gli studi con Aida Mastrazzi, ottenendo il titolo di "Profesora Superior de Danza". Dalla Mastrazzi viene in seguito chiamata a far parte del Cuerpo de Baile Argentino.
Nel 1946 apre a Buenos Aires la sua prima scuola di danza privata. Tra il 1946 e il 1956 tiene corsi superiori di danza classica, danza spagnola e danza folkloristica presso il Conservatorio Ibero-Americano di Buenos Aires e il Conservatorio "Gioacchino Rossini" nella località di San Miguel. Fra le prime allieve, Amalia Contursi, figlia del poeta e paroliere José Maria Contursi, e Maria Estela Martínez, futura presidente argentina, nota come Isabelita Perón. Si esibisce, oltre che negli spettacoli da lei promossi, con il Cuerpo de Baile Argentino e con il Ballet de Jeunes Étoiles di Parigi.
Nel 1951 consegue il Diploma in Danze folkloristiche ispano-americane nella Escuela Nacional de Danzas Folklóricas di Buenos Aires. Segue inoltre lezioni private di danza spagnola con Pilar Lopez, di danza moderna con Luisa Grinberg e María Fux, perfezionandosi nello studio della tecnica accademica con Esmée Bulnes. Studia inoltre con Margarete Wallmann, tra le figure più rilevanti della danza moderna europea, allieva diretta di Mary Wigman, con Maria Ruanova, étoile del Teatro Colón, Vassili Lambrinos e altri. Nel dicembre presenta al "Consejo de Mujeres" di Buenos Aires una propria versione di Pedro y el lobo, fiaba musicale di Sergei Prokofiev. La rappresentazione, tra le prime mai realizzate in forma coreografica vivente il compositore, prevede le seguenti interpreti: Lionel Murdis (il lupo), Katy Nelson (Pedro), Maria C. Cabrera e Yolita Cohon (gli uccelli), Jeannette Soroka (il gatto), Monica Ferdman (l'anatra), Yvonne Landova (il nonno), Cora Sadler, Jeannette Dupont e Lilian Dagueore (i cacciatori).
Nel 1956 presenta con i propri allievi al Teatro "Lassalle" di Buenos Aires il suo ultimo saggio argentino, nel quale propone, fra l'altro, una coreografia neoclassica dal titolo Sinfonia perpetua, basata sullo Scherzo della Settima Sinfonia di Ludwig van Beethoven.

### Il trasferimento in Italia (1957-1959)
Dopo l'esordio al Politeama Genovese, al quale seguono esperienze differentissime di teatro e di insegnamento, arrivano gli incontri con Teo Fasulo a Milano e, poco dopo, con Jia Ruskaja all'Accademia Nazionale di Danza di Roma. Quest'ultimo, per molti aspetti, costituisce l'inizio di una nuova fase e di un rinnovato impulso per il suo lavoro. Dopo il momento dell'estrosità e della fantasia, acquisiti nell'ambiente coreutico sudamericano, arriva quello scientifico del metodo e della ricerca consapevole.
L'ingresso nella principale istituzione didattica italiana deputata alla danza, offre a Liliana Merlo l'opportunità di acquisire quella visione della danza come “paideia”, come “abito mentale”, come formazione globale della personalità umana, propria dell'indirizzo pedagogico elaborato dalla Ruskaja negli anni trenta sulla base di un neoellenismo estetizzante di vaga suggestione duncaniana, empiricamente applicato alla tecnica accademica da Giuliana Penzi, che influirà in modo determinante su tutta la sua futura attività didattica e creativa. È di questi anni il suo incontro con Bianca Gallizia, con Alberto Testa, e in modo particolare con Giuliana Penzi, allora prima collaboratrice della Ruskaja. Il rapporto con la Penzi, che si tramuta presto in amicizia, resterà sino in ultimo molto intenso.
Il 22 luglio 1957 sbarca a Genova. È invitata da Mario Porcile in qualità di prima ballerina e coreografa ad allestire al Politeama Genovese i balletti per Carmen di Georges Bizet e per Liliadeh di Maurizio Quintieri. Nei mesi seguenti parte in tournée con la compagnia di Riccardo Billi nel musical Sette americane per sette italiani, per la regia di Mario Mangini.
Dopo alcune esperienze come istruttrice ginnica ad Arenzano e a Suna di Verbania, incontra Teo Fasulo, che la ingaggia come docente di balletto classico, danza di carattere e balletto moderno nella "Scuola di Ginnastica Moderna" di Roma. Da questi è in seguito presentata alla Ruskaja, dalla quale viene ammessa a sostenere l'esame di idoneità all'insegnamento della danza in Italia.

### Il periodo abruzzese (1959-2002)
L'appellativo di “periodo abruzzese” a indicare l'ultima più ampia e significativa delle fasi artistiche di Liliana Merlo è in realtà riduttivo. Nel corso dei primi anni seguiti alla chiamata da parte del Movimento femminile di Teramo, dal 1962 al 1966, Liliana Merlo è incaricata di una cattedra di Danza classica e Ginnastica ritmica nell'Istituto Musicale “Gaspare Spontini” di Ascoli Piceno, e presto il ventaglio di relazioni e collaborazioni aperto dalla propria scuola teramana assume carattere internazionale.
Da sola, con pochissimi mezzi iniziali, in un territorio scarsamente fornito di strutture e privo di una tradizione consolidata nel campo dello spettacolo, Liliana Merlo diffonde l'arte della danza con inesauribile regolarità, creatività e industriosità. Fra il 1959 e il 1980 dà vita a una decina di scuole, dalle quali molte altre nascono negli anni seguenti. Nel corso del primo trentennio, segue personalmente oltre duemila allievi. Tra questi, innumerevoli saranno coloro che proseguiranno nella carriera artistica e didattica. In più di quarant'anni, realizza quasi tremila fra coreografie e messe in scena, per lo più a scopo divulgativo e didattico. A coronamento di questo immenso lavoro, dapprima in collaborazione con artisti come Antonio Di Jorio e poi in maniera sempre più autonoma e appartata, traccia un proprio percorso di ricerca stilistica e poetica con il quale tenta una fusione fra tutte le arti del movimento, e in particolare tra il formalismo accademico del balletto ottocentesco, la danza “libera” della Duncan le innovazioni dei fratelli Vaslav Nijinsky e Bronislava Nijinska e la danza moderna americana. Tra i modelli di questa ricerca, prediligerà George Balanchine e Martha Graham.
Nell'aprile 1959 è invitata a Teramo per dare vita a un corso di danza classica che sarà il primo nella città e tra i primissimi in Italia a essere istituito in ambito privato con riconoscimento del Ministero della Pubblica Istruzione.
Da questo momento, pur proseguendo l'attività di danzatrice e coreografa, collaborando con artisti abruzzesi come i musicisti Antonio Di Jorio e Vittoriano Della Cananea e il pittore Giovanni Melarangelo, la sua attività artistica si concentra sull'insegnamento. Fonda nel settembre del 1959 la Scuola di Danza accademica "Città di Teramo", trasferendola nel 1970 nella sede definitiva, una delle prime e delle tuttora poche strutture private in Italia appositamente progettate per lo studio della danza. A questo periodo risalgono le prime scarne ma precise indicazioni teorico-metodologiche del proprio lavoro, dalle quali emerge una particolarissima concezione della danza come "pittura vivente". Nel tracciare l'indirizzo pedagogico della scuola, scrive: «Coltivare, indirizzare ed educare il talento innato delle fanciulle per la danza, visto nelle sue vie superiori, per evitare che cada nelle forme volgari che sono la conseguenza logica di quando manca un'accurata direzione, sono i propositi della Scuola di Balletto Classico di Teramo. Fare risorgere la dignità della danza, risvegliando nei giovani i più puri ed elevati sentimenti, costruendo una cultura dell'arte del movimento. Il movimento è innato in ogni essere vivente, forma parte della natura stessa, l'universo tutto non è altro che un armonico movimento senza sosta e senza fine. Ma sottoporre queste tendenze naturali a una rigida disciplina come la danza classica non è facile. Solo quando non ci saranno più difetti evidenti, e la padronanza assoluta della tecnica permetterà all'allievo di occuparsi dello spirito, parte vitale di tutto il movimento, sarà possibile costruire. La danza non deve essere solo un piacere per gli occhi, o una successione di difficili movimenti. Deve essere una pittura viva, patetica, poesia senza parole, musica rivelata in ogni movimento, un mezzo con il quale esprimere un'idea, un sentimento, uno stato d'animo, una gioia, un dolore».

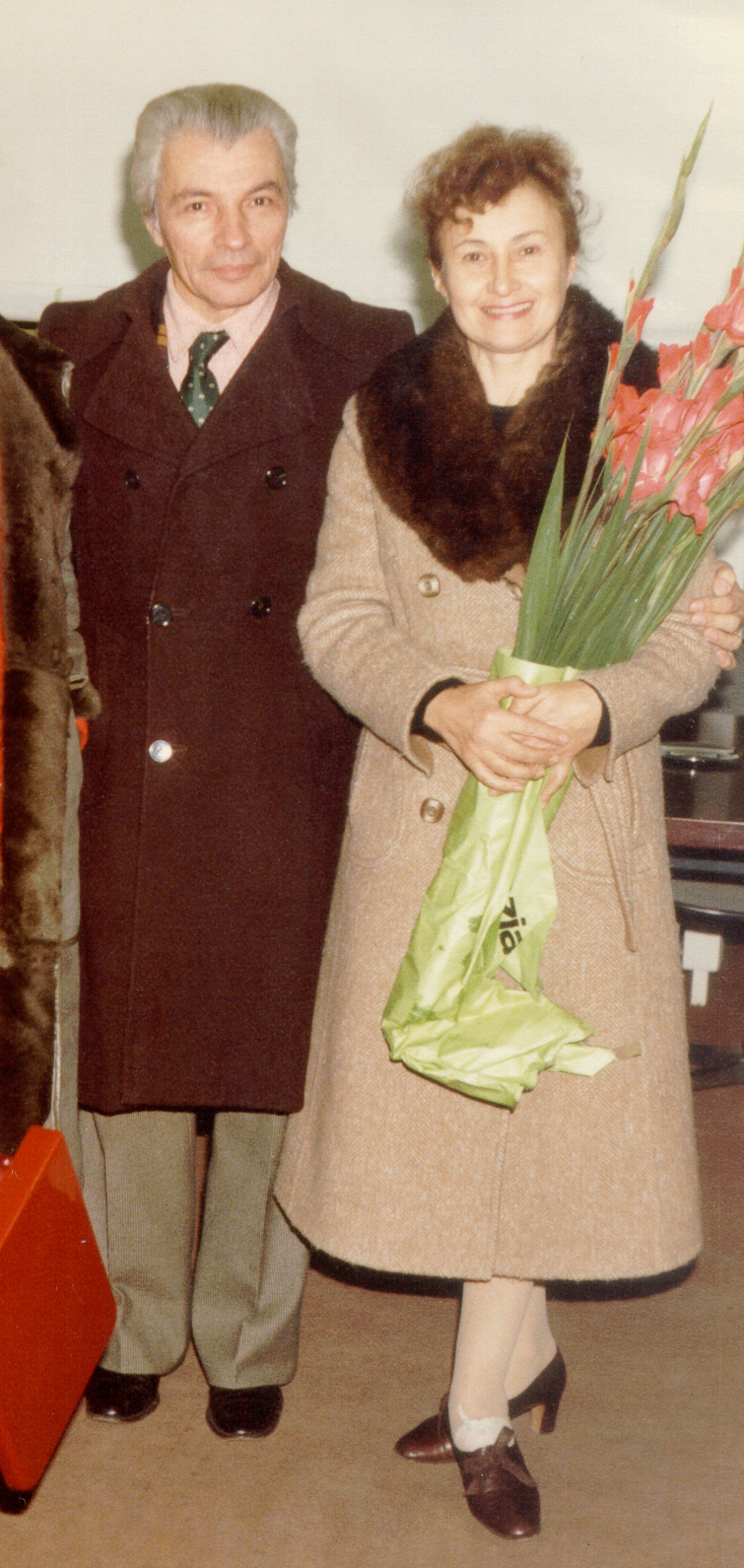
Liliana Merlo con Alberto Testa. IV Edizione di Abruzzo Danza. Giulianova, Sala Buozzi 1981

Nel 1961 è invitata da Silvio Noto negli studi della sede RAI di Napoli per il varietà televisivo "Il nostro piccolo mondo", dove offre una dimostrazione di danze popolari abruzzesi.
Nel 1965 tiene a Buenos Aires, su invito di Luisa Grinberg, una lezione dimostrativa sulla teoria e la didattica della danza in Italia presso lo Studio Cherpino-Juncal, con la quale illustra i metodi d'insegnamento dell'Accademia Nazionale di Danza di Roma. L'anno seguente conosce Sabatino Paolini, nativo di Castiglione Messer Raimondo, inizialmente suo collaboratore come tecnico del suono, con il quale si unirà pochi anni più tardi e dal quale avrà due figli. In questi stessi anni stringe un'importante amicizia con Giulia Zauli Naldi, proveniente da nobile e agiata famiglia di Faenza, primario di pediatria ad Atri, che la immortalerà in molti dei suoi più noti fotoritratti artistici, quasi tutti scattati in caratteristiche località abruzzesi.
Nel 1969 ospita nella propria Scuola Luisa Grinberg, pioniera della danza moderna in Argentina. Il corso, pur prefiggendosi finalità puramente propedeutiche, rappresenta di fatto uno dei primi casi di diffusione della modern dance americana nell'Italia centro-meridionale. Dal 1970 prenderà il via un lavoro di rinnovamento del suo linguaggio coreografico che la porterà a varie forme di sperimentalismo, tra le quali quelle di una fusione tra danza accademica, modern dance e ginnastica ritmica.
Nel 1973 realizza La contestazione, su musica di Erik Satie, visionaria rilettura in chiave simbolista della protesta culturale seguita al movimento del Sessantotto, che rappresenta in assoluto uno dei primi esempi italiani di teatrodanza. Nel 1977 dà vita all'associazione Teatro del Balletto Città di Teramo (TBT), con l'iniziale intento di divulgare la danza tra i giovani, che presto si trasforma in una compagnia di produzione privata nella quale lo spazio alla danza libera, alla danza moderna e alla danza neoclassica prende subito il sopravvento a contrastare lo stagnante manierismo classicista per lo più imperante. Dello stesso anno è la creazione del balletto Capitan Spaventa, a suo modo una parodia del potere ispirata alle maschere della Commedia dell'arte, e del 1979 la trasposizione scenico-coreografica di Quadri di una esposizione di Modest Petrovič Musorgskij, già parzialmente compiuta nel 1970, ancora oggi tra le pochissime al mondo tentate sulla complessa partitura sinfonica del compositore russo. Lavori nei quali maestrìa tecnica inventiva e doti registiche si fondono sino a raggiungere un notevole grado di perfezione formale. Di questi stessi anni sono inoltre le prime sperimentazioni di laboratorio coreografico, con la realizzazione di “coreografie di gruppo” come Morte di un pianeta del 1979, dove largo spazio viene lasciato alla libera ricerca individuale degli allievi e dunque alla cosiddetta “improvvisazione strutturata”. L'esperienza del TBT, insieme ad altri isolati esempi a Roma e nel nord Italia, può perciò essere ricondotta alle origini del teatrodanza e della danza moderna italiane. Un ruolo pionieristico può esserle parimenti attribuito a proposito delle danze popolari spagnole e sudamericane, di cui Liliana Merlo è stata tra le prime divulgatrici in Italia.
In occasione della prima edizione di Abruzzo Danza, rassegna da lei ideata e promossa, il Sindaco di Teramo le conferisce una medaglia d'oro per alti meriti artistici. Abruzzo Danza introdurrà i primi spettacoli professionistici di danza classica e moderna allestiti a Teramo nel secondo dopoguerra, con l'invito fra l'altro del Gruppo Stabile Opera dell'Accademia Nazionale di Danza di Roma diretto da Giuliana Penzi, avviando parallelamente le prime conferenze di approfondimento storico-critico con interventi di Alberto Testa sulla danza del Novecento in autori come John Cranko e Maurice Béjart.
Nel 1982, al Teatro Goldoni di Livorno, in occasione del Primo Festival Nazionale delle Scuole di Danza Classica diretto da Renato Fiumicelli, viene riconosciuta come una delle principali artefici della divulgazione della danza in Italia.
Tra il 1982 e il 2002, propone una serie di Stages internazionali nella propria scuola. Nel 1994 organizza a Teramo la presentazione del libro su Giuliana Penzi Giuliana dai capelli di fuoco, una biografia sulla vita e la carriera della Penzi scritta con Marialisa Monna. In quella stessa occasione, riceve da Giuliana Penzi una targa in argento per i primi 35 anni di attività della sua scuola teramana.
Nel gennaio 1999 istituisce l'Associazione Internazionale per lo Studio delle Arti Coreutiche e dello Spettacolo (AISACS), oggi a lei intitolata. È invitata l'anno seguente dalla Fondazione Stauròs Italiana ad Isola del Gran Sasso d'Italia quale pioniera e figura simbolo della danza in Abruzzo, in occasione della Festa dell'artista programmata al Santuario di S. Gabriele nel quadro delle manifestazioni giubilari. Presenta in quella occasione Ombre e presenze, una creazione per nove ballerini su musica di William Russo che resta uno degli esiti più originali e intensi della sua produzione coreografica. L'8 giugno, in occasione del quarantesimo saggio realizzato nella città di Teramo, riceve a nome di tutti gli allievi un fascio di quaranta rose rosse.
Prosegue sino in ultimo a insegnare e formare giovani ballerini e coreografi. Dei due figli, uno, Andrea, ne ha ereditato il talento; l'altro, ne conserva il ricordo.

### Manifestazioni commemorative
A marzo del 2003 l'Agenzia di Promozione Culturale della Regione Abruzzo la segnala insieme a Giannina Milli tra le donne di maggiore prestigio nella storia della città di Teramo.
Tra ottobre e novembre del 2003 si svolge a Teramo un'importante celebrazione nazionale sulla figura e sulla vita di Liliana Merlo dal titolo La Città di Teramo ricorda Liliana Merlo nel primo anniversario della scomparsa, comprendente un Convegno al quale intervengono fra l'altro Alberto Testa  e Giuliana Penzi, una Mostra documentaria e una Serata di Gala alla quale prendono parte alcuni degli allievi oggi attivi in importanti compagnie italiane ed europee. Tra questi Michele Villanova, già primo ballerino al Teatro alla Scala di Milano, e il figlio Andrea Paolini Merlo, danzatore e coreografo di fama internazionale, solista del Corpo di Ballo del Teatro dell'opera di Budapest, dal 1999 coreografo e direttore artistico dello Studio Ensemble dell'Hungarian National Ballet Foundation.
Tra il 2010 e il 2014 la Società della Musica e del Teatro "Primo Riccitelli" promuove una Stagione Internazionale di Danza dal titolo "Serate Liliana Merlo" curata dal figlio Silvio Paolini Merlo, primo cartellone abruzzese separato dalle stagioni concertistiche e teatrali dedicato esclusivamente all'arte della danza, con cui fra l'altro vengono allestiti per la prima volta i tre balletti di Ciaikovsky/Petita al Teatro Comunale di Teramo.
Nell'ottobre del 2012, per il decennale della scomparsa, si tiene all'Università degli Studi di Teramo un convegno nazionale su "Liliana Merlo e le Pioniere della nuova danza italiana", che raccoglie studiosi e critici della danza da tutta Italia e nel quale si stende un primo quadro d'insieme sulla nascita e l'evoluzione della danza moderna e contemporanea italiana, a partire dai primi centri didattici indipendenti. A curarne la progettazione e la direzione scientifica è il figlio Silvio Paolini Merlo, in collaborazione con Alessandro Pontremoli del Dams di Torino. Anche in questo caso, oltre al convegno, viene allestita una mostra documentaria nella quale si espongono per la prima volta tutte le principali figure di danzatrici, insegnanti e coreografe che, come Liliana Merlo a Teramo, hanno introdotto nel corso del Novecento nuovi tipi di linguaggi e ne hanno determinato la divulgazione tra il grande pubblico.

## Principali coreografie

Liliana Merlo posa nella Piana di Navelli, versante meridionale del Gran Sasso d'Italia (1963). Foto di Giulia Zauli Naldi

- 1951 - Pedro y el Lobo. Musica di Sergei Prokofiev.
- 1956 - Sinfonia perpetua. Musica di Ludwig van Beethoven.
- 1962 - Le Coefore.
- 1962 - Egloga abruzzese. Musica di Antonio Di Jorio.
- 1963 - Biancaneve e i sette nani. Musiche originali di Vinicio Marini.
- 1970 - Quadri di una esposizione - I versione. Musica di Modest Petrovič Musorgskij.
- 1973 - La Contestazione. Musica di Erik Satie.
- 1973 - Magnificat – Otto momenti della storia dell'uomo. Musiche di Tchaikovsky, Schmidt, Berlioz, Offenbach, Mascagni.
- 1974 - senza titolo, su musica di Pierre Henry.
- 1975 - Una notte sul Monte Calvo. Musica di Modest Petrovič Musorgskij.
- 1976 - Scherzo in Quattro Tempi.
- 1976 - Zingaresca. Musica di Joaquín Rodrigo.
- 1977 - Capitan Spaventa. Musiche di Sergei Prokofiev e Dmitri Shostakovitch.
- 1977 - Fantasia in Tre movimenti. Musica di Manuel de Falla.
- 1977 - Sinfonia coreografica. Musica di Maurice Ravel.
- 1978 - Classico o Moderno? Musica di Claude Debussy.
- 1978 - Toccata. Musica di Carlos Chávez.
- 1978 - Le Troiane.
- 1979 - Capriccio spagnolo. Musica di Nikolaj Rimskij-Korsakov
- 1979 - Morte di un pianeta. Musica di Pink Floyd e Vangelis.
- 1979 - Quadri di una esposizione - II versione. Musica di Modest Petrovič Musorgskij.
- 1980 - Construction in metal. Musica di John Cage.
- 1980 - Scherzo all'italiana. Musica di Scott Joplin.
- 1981 - Danza moresca.
- 1981 - Grandi Variazioni.
- 1982 -  Concerto per pianoforte e orchestra n.5. Musica di Sergei Prokofiev.
- 1982 - In the Sky. Musica di The Beatles / Jun Fukamachi.
- 1982 - Watch Time. Musica di John Carpenter.
- 1983 - Preludio Op.23 n.5. Musica di Sergej Rachmaninov.
- 1985 - Concerto per 4 pianoforti. Musica di Johann Sebastian Bach da Antonio Vivaldi.
- 1986 - Tangata del Alba. Musica di Astor Piazzolla.
- 1987 - Danze ungheresi. Musica di Johannes Brahms.
- 1989 - Sinfonia classica. Musica di Sergei Prokofiev.
- 1990 - Music of Changes. Musica di John Cage.
- 1991 - Divertimento n.1 in Re magg. Musica di Wolfgang Amadeus Mozart.
- 1993 - Concerto per violino. Musica di Igor' Fëdorovič Stravinskij.
- 1994 - Watermark – Cursum perficio. Musica di Enya.
- 1997 - Allegretto scherzando. Musica di Ludwig van Beethoven.
- 1998 - Cenerentola.
- 1999 - Coppelia.
- 2000 - Ombre e Presenze. Musica di William Russo.
- 2001 - Canto alla Luna. Musica di Antonio Di Jorio.
- 2002 - La bella addormentata nel bosco.